# Sharath Kamal Achanta
Pour les articles homonymes, voir Kamal.
Sharath Kamal Achanta appelée aussi Sharath Kamal (né le 12 juillet 1982) est un pongiste indien. Il a remporté la médaille d'or lors des Jeux du Commonwealth en 2006.
Il représente son pays lors des Jeux olympiques de 2008, 2016, 2020 et 2024.
Il est nommé porte-drapeau de la délégation indienne aux Jeux olympiques de 2024.
Il remporte en 2010 l'Open d'Égypte ITTF, et devient ainsi le premier Indien à remporter un titre du Pro Tour.
Il prend sa retraite en 2025.